# Carles Puyol
Carles Puyol i Saforcada [ˈkaɾləs puˈjol i səfuɾˈkaðə] (* 13. April 1978 in La Pobla de Segur) ist ein ehemaliger spanischer Fußballspieler und ehemaliger -manager. Puyol spielte in seiner gesamten Profilaufbahn nur beim FC Barcelona und war von 2004 bis 2014 Mannschaftskapitän. Mit dem Verein gewann er dreimal die UEFA Champions League und sechsmal die spanische Meisterschaft. Mit der spanischen Nationalmannschaft, für die der Abwehrspieler exakt 100 mal auflief, gewann er die Weltmeisterschaft 2010 und die Europameisterschaft 2008.

## Karriere

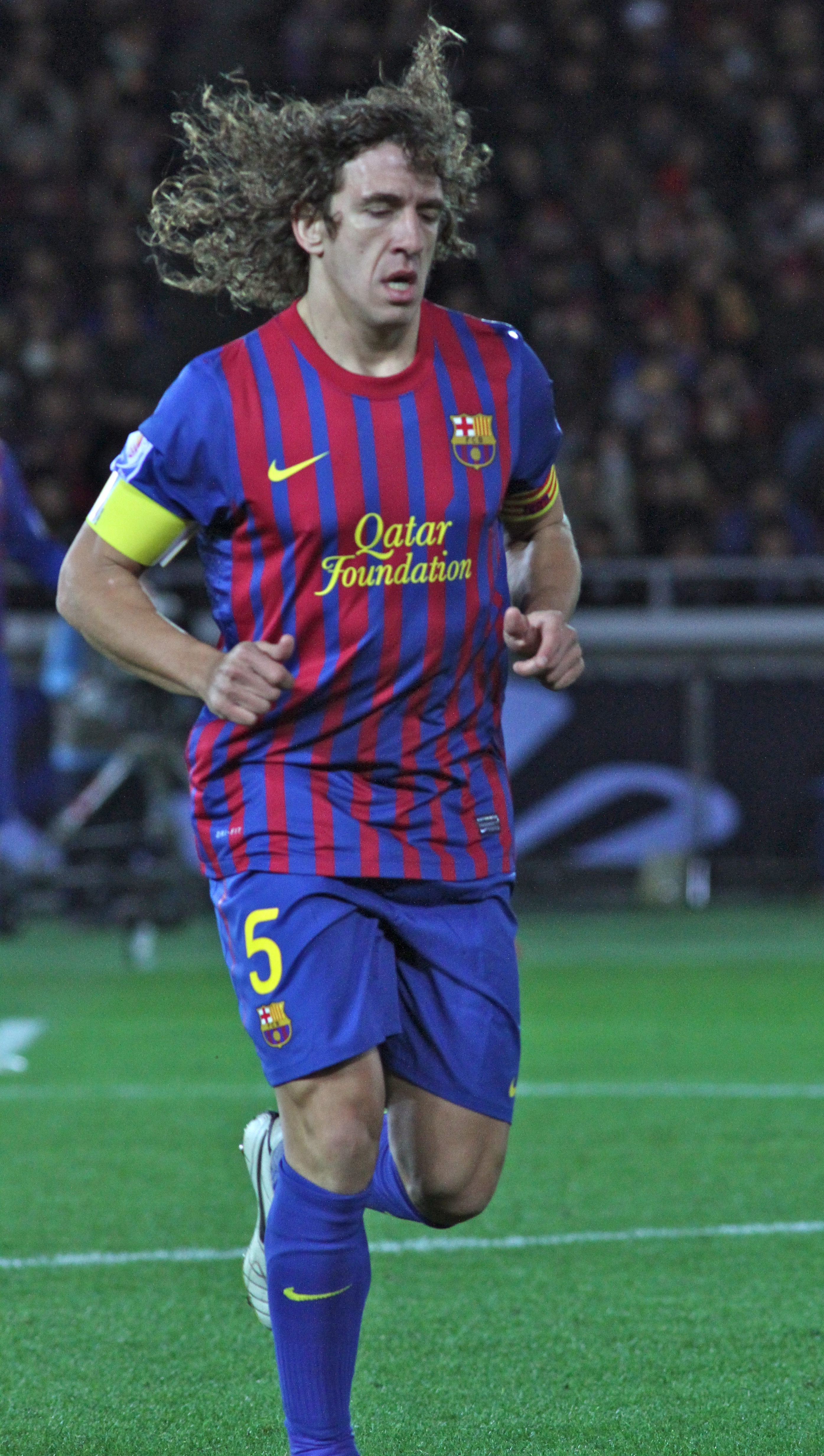
Carles Puyol (2011)

### Verein
Als Kind spielte Puyol in seinem Geburtsort La Pobla de Segur zunächst als Torwart. Aufgrund der vielen Zementfußballplätze empfahl ihm sein Arzt, auf einer anderen Position weiterzuspielen, und so wurde er Stürmer. Immer wieder spielte er auch auf anderen Positionen und wurde 1995 als 17-Jähriger in La Masia, der Jugendakademie des FC Barcelona, aufgenommen. 1997 stieg er in die B-Mannschaft von Barça auf und wurde zwei Jahre später vom damaligen Trainer Louis van Gaal als Verteidiger ins erste Team geholt.
Sein Profidebüt gab er am 2. Oktober 1999 im Spiel gegen Real Valladolid in der Primera División, das der FC Barcelona 2:0 gewann. Seit diesem Spiel stand er in jeder Spielzeit mit Ausnahme der Saison 2000/01 in mindestens der Hälfte aller Ligaspiele in der Startformation. Im Jahre 2001 erhielt er von der Zeitschrift Don Balón eine Auszeichnung als bester Newcomer der Saison. Anfangs noch als rechter Außenverteidiger eingesetzt, entwickelte er sich später als Innenverteidiger zu einer festen Größe bei Barça und war von 2004 bis 2014 Mannschaftskapitän.
In der Saison 2008/09, in der der FC Barcelona das Triple gewann, war Puyol einer der Leistungsträger seines Teams. Abgesehen vom Champions-League-Finale gegen Manchester United, bei dem ihn Pep Guardiola aufgrund der Sperre von Dani Alves als rechten Außenverteidiger aufstellte, spielte er meist zusammen mit Rafael Márquez oder Gerard Piqué in der Innenverteidigung. Beim historischen 6:2-Erfolg Barcelonas im Estadio Santiago Bernabéu gegen Real Madrid brachte Puyol seine Mannschaft durch seinen Kopfballtreffer nach einem Freistoß von Xavi mit 2:1 in Führung. Es war sein erster Ligatreffer seit seinem Tor am letzten Spieltag der Saison 2006/07 beim 5:1 gegen Gimnàstic de Tarragona.
Zu Beginn der Saison 2009/10 war Puyols Zukunft bei Barça durch die Verpflichtung des jungen Innenverteidigers Dmytro Tschyhrynskyj für 25 Millionen Euro etwas unklar, da sein Vertrag nur noch bis 2010 Gültigkeit hatte. Letztlich konnte Puyol mit der Verlängerung seines Vertrages um drei weitere Jahre im Oktober 2009 und einer Saison, in der er nach Torwart Víctor Valdés die meisten Spielminuten aufweisen konnte, alle Zweifel beseitigen. Zusätzlich gewann er mit seinem Verein im Verlauf der Saison die FIFA-Klub-Weltmeisterschaft und wurde am Ende der Saison erneut spanischer Meister.
Die ersten beiden Ligaspiele der Saison 2010/11 verpasste Puyol verletzungsbedingt. In den folgenden Partien gehörte er bis zum 20. Spieltag, Mitte Januar, in nahezu jedem Spiel der Startformation an. Bis zum Saisonende bestritt er danach nur noch vier weitere Pflichtspiele, da er mehrfach von einer Verletzung am linken Knie geplagt wurde. Seine Mannschaft gewann in dieser Saison die spanische Meisterschaft und die UEFA Champions League.
Im Januar 2013 wurde sein Vertrag bis Sommer 2016 verlängert. Am 4. März 2014 kündigte Puyol an, seinen Vertrag aus gesundheitlichen Gründen zum Saisonende aufzulösen und den Club zu verlassen. Im Juli 2014 beendete er seine Karriere und wechselte in den Vorstand des Vereins.

### Nationalmannschaft
Puyol spielte für die spanische Olympiaauswahl, die bei den Olympischen Spielen 2000 die Silbermedaille gewann. Dabei absolvierte er fünf der sechs Spiele seiner Mannschaft, eines davon als Einwechselspieler. Auch bei der knappen Endspielniederlage gegen Kamerun im Elfmeterschießen stand er in der Startelf.
Am 15. November 2000 bestritt Puyol sein erstes Länderspiel für die A-Nationalmannschaft Spaniens gegen die Niederlande. Seit 2001 lief er außerdem viermal für die Fußballauswahl Kataloniens auf.
2002 nahm er mit Spanien an seinem ersten großen Turnier, der WM 2002, teil. Er spielte in allen Begegnungen – außer im letzten Gruppenspiel – seiner Mannschaft, die im Viertelfinale ausschied, über die volle Spielzeit. Beim zweiten Gruppenspiel gegen Paraguay unterlief Puyol ein Eigentor, da Iker Casillas ihm den Ball bei einer Abwehraktion in die Beine faustete, von wo aus der Ball zurück ins Tor trudelte. Trotz dieses frühen Rückstandes in der 10. Minute wandelte seine Mannschaft den Rückstand noch zu einem 3:1-Sieg, wodurch Spanien vorzeitig für das Achtelfinale qualifiziert war. Puyol, der bei diesem Turnier noch als rechter Außenverteidiger auflief, bereitete im Achtelfinale gegen Irland den Führungstreffer durch Fernando Morientes mit einer Flanke vor. Spanien gewann letztlich im Elfmeterschießen gegen Irland. Trotz einer guten Leistung Puyols im Viertelfinale gegen den Gastgeber Südkorea verlor Spanien im Elfmeterschießen.
Zwei Jahre später gehörte er dem Kader Spaniens für die EM 2004 an und stand in allen Spielen seines Teams in der Startelf. Nach einem erwartungsgemäßen 1:0-Sieg gegen Russland im ersten Gruppenspiel, bei dem Siegtorschütze Juan Carlos Valerón durch eine flache Hereingabe von Puyol bedient wurde, folgte ein ernüchterndes 1:1-Unentschieden gegen den späteren Europameister Griechenland. Da das letzte Gruppenspiel gegen Gastgeber Portugal mit 0:1 verloren ging, schied Spanien bereits in der Gruppenphase aus.
2006 spielte Puyol mit Spanien seine zweite WM. Dort war er, mittlerweile auf der Innenverteidigerposition spielend, bei Spaniens 4:0-Auftaktsieg gegen die Ukraine der Passgeber des letzten Tores durch Fernando Torres. Im darauffolgenden Spiel gegen Tunesien führte sein Ballverlust zum Führungstreffer durch Jawhar Mnari. Da das Spiel noch zu einem 3:1-Erfolg gedreht werden konnte, schonte das sicher qualifizierte Spanien im letzten Gruppenspiel einige Spieler, darunter auch Puyol. Einmal mehr enttäuschte das als Turnierfavorit eingestufte Spanien im Achtelfinale gegen Frankreich, in dem auch Puyol keinen guten Tag hatte und den Freistoß, der zum 1:2 führte, verursachte. Nach dem Führungstreffer durch David Villa in der 28. Minute verlor Spanien mit 1:3.
Dafür erfüllte die spanische Nationalmannschaft alle Erwartungen bei der EURO 2008, in der Puyol als Abwehrchef dafür sorgte, dass Spanien nur drei Gegentore in sechs Spielen kassierte. Im Spiel gegen Griechenland spielte er nicht mit und im Spiel gegen Schweden wurde er wegen einer Fußverletzung frühzeitig ausgewechselt. In allen anderen Begegnungen der Spanier spielte er über die volle Spielzeit und verhalf damit seinem Land zum ersten großen Titelgewinn nach 1964. Im Anschluss wurde Puyol und auch sein Partner in der Innenverteidigung, Carlos Marchena, in die Mannschaft des Turniers gewählt.
Beim Confed-Cup 2009 trug Puyol im Gruppenspiel gegen Südafrika erstmals die Kapitänsbinde bei der spanischen Nationalelf, da mit Iker Casillas der erste Kapitän nicht mitspielte. Puyol schloss das Turnier mit seiner Mannschaft als Dritter ab und wurde anschließend in das All-Star Team des Confed-Cups gewählt.
Die Erwartungen an die spanische Nationalelf bei der WM 2010 waren nach einer makellosen Qualifikation entsprechend hoch. Puyol bildete dabei zusammen mit seinem Barça-Teamkollegen Gerard Piqué bei allen Spielen die Innenverteidigung. Nach einem missratenen Start, einer 0:1-Niederlage gegen die Schweiz, überstand Spanien doch noch die Gruppenphase. Im folgenden Achtelfinale gegen Portugal hatte Puyol Glück, dass sein Klärungsversuch nach einer Flanke von Hugo Almeida beim Stande von 0:0 nicht im eigenen Tor landete. Letzten Endes wurde das Spiel, wie auch das Viertelfinale gegen Paraguay, durch ein Tor von David Villa mit 1:0 gewonnen. Im Halbfinale gegen Deutschland erzielte er mit einem wuchtigen Kopfball nach einer Ecke von Xavi das Siegtor. Bis zu dieser Partie hatte Puyol in 88 Spielen lediglich zwei Länderspieltore erzielt, eines bei einem 5:0-Freundschaftsspielssieg gegen Nordirland im April 2002 und das andere im Oktober 2008 beim 3:0-Sieg gegen Estland in der Qualifikation zur WM 2010. Im Finale gegen die Niederlande spielte er die vollen 120 Minuten, sah aber schon früh im Spiel die Gelbe Karte und offenbarte gegen Arjen Robben Schnelligkeitsdefizite, die in der 82. Minute beinahe zum 1:0 für den Gegner geführt hätten. Durch das Siegtor von Andrés Iniesta in der 116. Minute gewann Spanien schließlich erstmals eine Fußball-Weltmeisterschaft. Nach dem Turnier war zunächst unklar, ob Puyol seine Karriere in der Nationalmannschaft fortsetzen würde, da er nach der WM eigentlich aus der Nationalelf zurücktreten wollte. Im August 2010 entschloss sich Puyol jedoch, bis zur Europameisterschaft 2012 für Spanien zu spielen. Wegen einer Knieoperation musste er aber letztlich auf die Teilnahme verzichten.
Am 6. Februar 2013 machte er nach fast einem Jahr Verletzungspause beim 3:1 des damals aktuellen gegen den ersten Weltmeister Uruguay sein 100. Länderspiel. Dieses war zugleich sein letztes Länderspiel.

### Manager
Im Mai 2014 wurde Puyol Assistent des Sportdirektors des FC Barcelona, Andoni Zubizarreta. Anfang Januar 2015 trat er mit der Entlassung von Zubizarreta zurück.

## Erfolge/Titel

### Verein
- Spanische Meisterschaft (6): 2005, 2006, 2009, 2010, 2011, 2013
- Spanischer Pokal (2): 2009, 2012
- Spanischer Superpokal (5): 2005, 2006, 2009, 2010, 2011
- UEFA Champions League (3): 2006, 2009, 2011
- UEFA Super Cup (2): 2009, 2011
- FIFA-Klub-Weltmeisterschaft (2): 2009, 2011

### Nationalmannschaft
- Weltmeister (1): 2010
- Europameister (1): 2008
- Silbermedaille beim olympischen Fußballturnier (1): 2000
- Dritter Platz beim Confed-Cup (1): 2009

### Auszeichnungen
- UEFA Verteidiger des Jahres (1): 2006
- UEFA Team of the Year (6): 2002, 2005, 2006, 2008, 2009, 2010
- FIFPro World XI (3): 2007, 2008, 2010
- Wahl ins All-Star-Team der EURO 2008
- Wahl ins All-Star Team des Confed-Cups 2009
- Wahl ins All-Star-Team der WM 2010

## Spielstil und Fähigkeiten
Puyol war ein harter, aggressiver Spieler mit spektakulärem Körpereinsatz (z. B. Flugkopfbälle), wodurch er in Spanien den Spitznamen „el tiburón“ (zu deutsch: „der Hai“) bzw. „Superman“ erhalten hat. Dabei spielte er meist fair und kam ohne Foul aus, was auch seinem guten Timing zu verdanken war. Er war in der Verteidigung flexibel einsetzbar und vor allem für seinen großen Ehrgeiz und seine vorbildliche Einstellung bekannt. Dazu kommt, dass er enorm sprunggewaltig und dadurch trotz seiner Körpergröße von 178 cm sehr kopfballstark war, weswegen er auch immer wieder bei Standardsituationen seiner Mannschaft mit aufrückte.
Sein ehemaliger Nachwuchstrainer Oriol Tort sagte über ihn: „Kann sein, dass der Junge viel weniger Talent besitzt als andere, aber was er können muss, wird er schon erlernen. Ich habe aber noch nie einen erlebt, der solchen Ehrgeiz hatte, dazuzulernen.“

## Sonstiges
Puyol hat mit seiner Lebensgefährtin Vanesa Lorenzo eine gemeinsame Tochter (* 2014). Er engagiert sich für den Tierschutz; u. a. ist er Ehrenmitglied der Fundación Altarriba, die sich um herrenlose Tiere kümmert.